# 长宁大道
长宁大道，安徽省合肥市的一条南北向干道。道路北起天狮路，经多条东西向主干道后止于宁西铁路北侧的宁西路。沿路有长安汽车合肥研究院、安徽省妇幼保健院西院、合肥高新创新实验第二小学、蜀西湖公园、中国科学院量子信息与量子科技创新研究院、合肥离子医学中心等。

## 轨道交通
- █ 2号线：南岗站
- █ 4号线：量子科学中心站